# 219 (число)
219 (Дві́сті дев'ятна́дцять) — натуральне число між 218 та 220.
- 219 день в році — 7 серпня (у високосний рік 6 серпня).

## У математиці
- щасливе число

## В інших галузях
- 219 рік, 219 до н. е.
- В Юнікоді 00DB16 — код для символу «U» (Latin Capital Letter U With Circumflex).
- NGC 219 — еліптична галактика (E) в сузір'ї Кит.
- Хейнкель He-219 — двомоторний поршневий нічний винищувач.
- К-219 — ракетний підводний крейсер стратегічного призначення проекту 667АУ «навага»/«Минь».